# Rodrigo Valdés Busto
Rodrigo Valdés Busto (ca. 1770, Nembro, partido de Gozón, Principado de Asturias — ca. 1847), fue un bibliotecario y confesor real de Isabel II, que llegó a obispo de Tarazona, diputado a Cortes y senador.

## Trayectoria política
Nacido en la pequeña localidad asturiana de Nembro, partido de Gozón, consta que en 1795 ya era párroco, siéndolo hasta 1820, entre otras localidades, de Avilés. Pronto tuvo además de la eclesiástica vocación política, durante el período fernandino, desde 1814, oponiéndose a la política real. Votó en Cortes el traslado a Cádiz del monarca y la instauración de una regencia, por lo que sería condenado a muerte, decidiendo exiliarse a Inglaterra junto a otros asturianos como José Canga Argüelles y Agustín de Argüelles . El general Rafael de Riego, que votó lo mismo, fue ajusticiado en Madrid el 7 de noviembre de 1823, prueba de lo acertado de su decisión. Al morir el soberano, fue amnistiado por la reina gobernadora doña María Cristina de Borbón-Dos Sicilias y volvió a España. Fue condecorado con la Gran Cruz de la Real y Orden de Carlos III. Sería luego senador por la provincia de León en 1841-1842.

## Al servicio de la Casa Real
Por entonces se hace de la máxima confianza de la reina viuda y se le designa confesor real de la nueva soberana, Isabel II, y su director espiritual, al igual que de su hermana la Infanta doña Luisa Fernanda de Borbón, concretamente el 29 de julio de 1841 Pasa a sí a servir en la Casa Real y ese mismo año de 1841 fue "encargado en comisión para el arreglo de la Real Biblioteca", el 19 de noviembre. En julio de 1843 dimite de su calidad de confesor real y director espiritual y parece que también de responsable de la Real Biblioteca pues el 11 de diciembre de 1843 se nombra bibliotecario de Cámara con sueldo de 16.000 reales anuales a Miguel Salvá Munar, por sus "acreditados conocimientos literarios".
En esos años cuarenta la Real Biblioteca tiene un período de transición pues pasa de estar situada en el "ala de san Gil", el ángulo enfrente de la catedral de la Almudena, al ángulo actual, el opuesto. Ello se debía a que la reina viuda decidió quedarse para sus aposentos reales la totalidad de las habitaciones, por ser zona muy soleada. La Librería de Cámara, llamada así por estar junto a la cámara real desde que a mediados de los años sesenta del XVIII se trasladara a vivir al Palacio Nuevo la Familia Real desde el Palacio del Buen Retiro, se trasladó por tanto. Por entonces y en los años siguientes se acomodan los libros en librerías de madera noble hechas a medida para los nuevos lienzos de pared, se entarimó el suelo y se acondicionó. En aquel entonces el volumen librario ya era alto, sobre todo tras las amplias incorporaciones de 1806, con la entrada del amplio fondo del I Conde de Gondomar, don Diego Sarmiento de Acuña (1567-1626), comprado en los años ochenta a sus herederos, los condes de Malpica, y traída desde Valladolid, aunque hasta Fernando VII no se pagaría con el bolsillo secreto de éste. Otras entradas habían sido las importantes de los manuscritos de los Colegios Mayores de Salamanca tras su disolución y las colecciones procedentes de la Secretaría de Gracia y Justicia de Indias, casi todas de relevancia americanista: las de Manuel José de Ayala, muy numerosa, y las de Juan Bautista Muñoz, José Antonio de Areche, Dionisio de Alcedo Herrera y la no americanista de Francisco de Zamora. A estos fuertes ingresos supo hacer frente Juan Crisóstomo Ramírez Alamanzón, tras la Guerra de la Independencia, sucediéndole José Ángel Álvarez Navarro hasta 1834, coincidiendo con el fallecimiento del monarca.
Debió morir antes de 1848 pues siendo obispo electo de Tarazona no llegó a tomar posesión y en 1848 ocupaba la sede el dominico Vicente Ortiz Labastida.